# 阿格達
阿格達（葡萄牙語：Águeda，葡萄牙語發音：[ˈaɣɨðɐ] ⓘ）是葡萄牙的一座城市。面積有335.3平方公里。總人口有49,456人。市區人口有14,504人。全市管轄有20個教區。

## 外部連結
- Photos from Águeda （页面存档备份，存于）